# Short Hills (New Jersey)
Short Hills est une census-designated place située dans le comté d'Essex, dans l’État du New Jersey, aux États-Unis. Lors du recensement de 2020, elle compte 14 422 habitants.